# 明星电影院
明星电影院是位于中国北京市东城区隆福寺街东口的一座电影院。现已无存。

## 简介
明星电影院于1930年5月开业，初名“社交堂电影院”。1941年10月更名为“明星电影院”。1956年实行公私合营。1966年5月，更名为“红旗电影院”。 1968年，对原有建筑进行了翻建，面积达到1462平方米，座位达到1030个。1974年，更名为“东四电影院”。1979年，复名“明星电影院”。1993年，进行合资并改建，1995年11月12日建成开业，成为改革开放后北京市第一家合资电影院。2006年农历大年初一至初七，隆福寺街的长虹影城、东四工人文化宫、明星电影院联合举办“温暖寒冬·公益放映”活动。
明星电影院里的“明星娱乐城”是北京市最早的游戏厅之一。2011年，记者寻访时，发现明星电影院早已被拆除，明星娱乐城也早就消亡了。